# 洞川郵便局
洞川郵便局（どろがわゆうびんきょく）は奈良県吉野郡天川村洞川にある郵便局。民営化前の分類では集配特定郵便局であった。

## 概要
住所：〒638-0499 奈良県吉野郡天川村洞川333－13

## 沿革
- 2007年（平成19年）3月5日 - ゆうゆう窓口（郵便時間外窓口）を廃止し、配達センター局に移行。
- 2007年（平成19年）10月1日 - 民営化に伴い、併設された郵便事業下市支店洞川集配センターに一部業務を移管。
- 2012年（平成24年）10月1日 - 日本郵便株式会社発足に伴い、郵便事業下市支店洞川集配センターを洞川郵便局に統合。

## 取扱内容
- 郵便、印紙、ゆうパック、内容証明
- 貯金、為替、振替、振込、国債
- 生命保険、バイク自賠責保険
- ゆうちょ銀行ATM
- 「638-04xx」区域（吉野郡天川村洞川地区）の集配業務

## 風景印
- 図案は洞川鍾乳洞・大峰山の鷹の巣。局名表記は「洞川」
- 使用開始日は1949年4月10日

## 周辺
- 天川村立洞川中学校

## アクセス
- 駐車場あり：2台